# Bukaresti béke (1812)
Az 1812-es bukaresti békeszerződés (oroszul: Бухарестский мирный договор / Buharesztszkij mirnij dagavór, törökül: Bükreş Antlaşması) a hetedik orosz–török háborút (1806–12) zárta le. 1812. május 28-án Bukarestben írták alá a hadviselő felek képviselői, Mihail Kutuzov tábornok, I. Sándor orosz cár nevében és Láz Aziz Ahmed pasa nagyvezír, II. Mehmed oszmán szultán nevében.

## Előzmények
1806-ban az orosz cári csapatok bevonultak az Oszmán Birodalom két csatlós államába, a Moldvai és a Havasalföldi Fejedelemségbe Válaszul 1806. december 24-én a Magas Porta hadat üzent az Orosz Birodalomnak, kitört a hetedik orosz–török háború. 1812 tavaszán, amikor Oroszország nyugati határán már küszöbön állt Napóleon császár tervezett oroszországi hadjárata, I. Sándor cár gyors békekötést kívánt a törökökkel, hogy elkerüljön egy kétfrontos háborút.

## A szerződés aláírása és tartalma

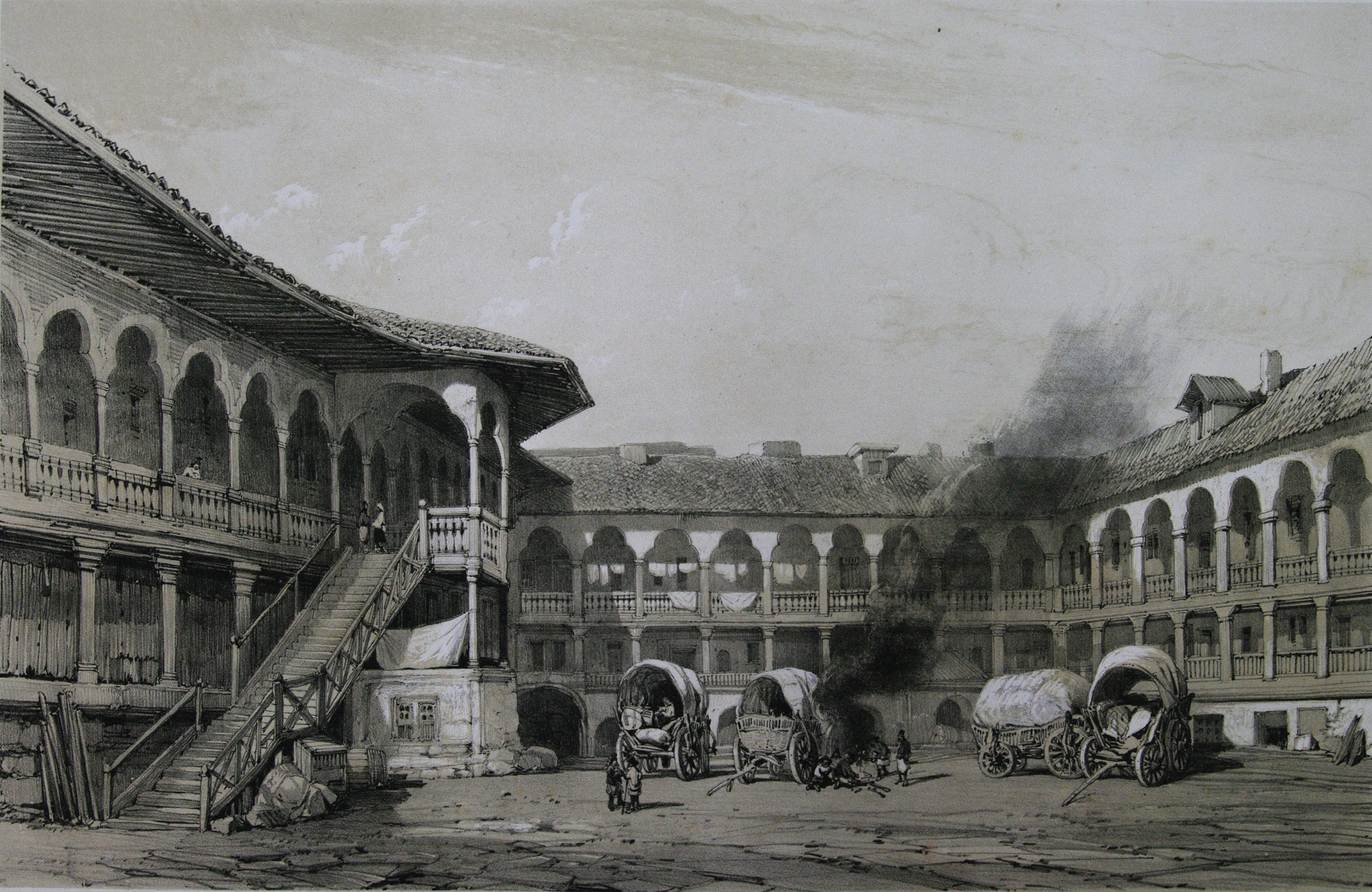
A Manuc Fogadó (1841-es kép)

A béketárgyalások a bukaresti Manuc Fogadóban (románul: Hanul lui Manuc), a város legrégebbi szállodájában folytak, orosz részről Mihail Illarionovics Kutuzov tábornok, a moldvai orosz hadsereg parancsnoka, török részről Láz Aziz Ahmed pasa nagyvezír († 1819) között. Itt írták alá a békeszerződést 1812. május 28-án. Ratifikálására július 5-én került sor. Az aktussal hivatalosan is lezárult a hat éve tartó orosz–török háború, alig 13 nappal azelőtt, hogy Napóleon hadserege megindult Oroszország ellen.
Az 1812-es békeszerződés rendelkezése szerint az Orosz Birodalom megkapta a Moldvai Fejedelemség területének keleti felét, azaz a Prut folyótól keletre eső, mintegy 110 km széles területsávot, a későbbi Besszarábiát. Mintegy 45 630 km2-nyi terület került így az Orosz Birodalom fennhatósága alá. Ezekért a területi nyereségekért cserébe Oroszország lemondott az Oszmán Birodalom két vazallus fejedelemségéről, az ún. „Dunai Fejedelemségekről”, azaz Moldvának a Pruttól nyugatra fekvő maradék területéről és a Havasalföldi Fejedelemség egészéről. Oroszország továbbá kereskedelmi jogokat szerzett a Duna folyóra.
A Kaukázus déli előterében (a Transzkaukázusban) az Oszmán Birodalom az oroszok javára lemondott Grúzia nyugati területeiről, cserébe visszakapta az ellenőrzést Ahalkalaki, Poti és Anapa városok fölött, melyeket a háború során orosz és grúz csapatok foglaltak el.
A szerződés 8. cikkelye alapján fegyvernyugvás jött létre az első szerb felkelés (1804–1813) vezetőjével, Petrović Đorđe Karađorđével. Karađorđe felkelő államalakulata, a „Forradalmi Szerbia” autonómiát kapott.

## Következmények

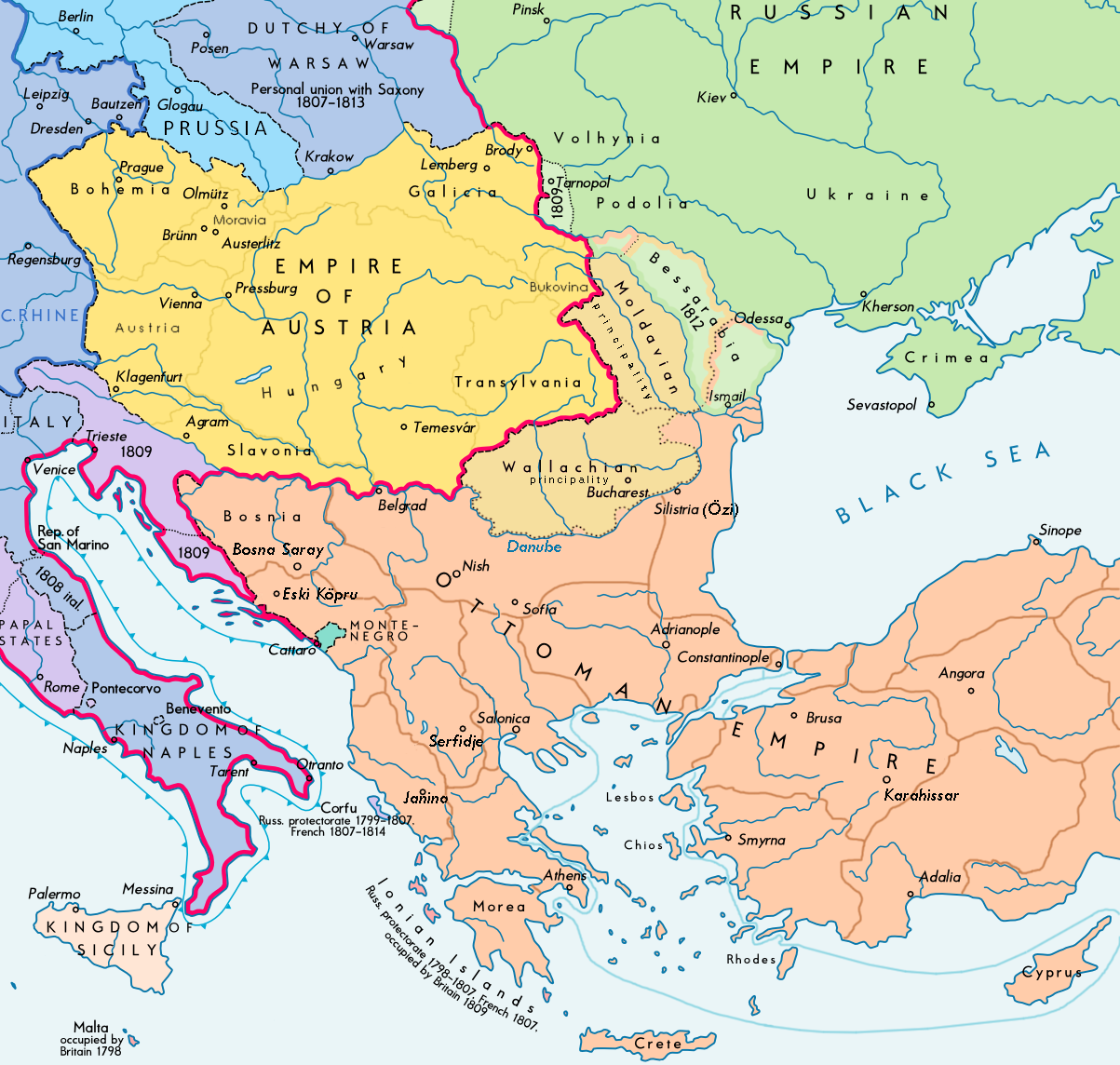
A Balkán térsége a bukaresti szerződés után (Besszarábia világos zölddel)

Az Orosz Birodalom 1812-ben sikerrel tolta ki nyugat felé az Oszmán Birodalommal közös történelmi balkáni határvonalát, amely így a Dnyeszter folyó helyett a 100 km-rel nyugatabbra fekvő Prut folyó képezte a határt. A megegyezés módot adott Sándor cárnak, hogy teljes haderejét a támadó Napóleon ellen fordítsa.
A szerződést orosz részről aláíró Kutuzov tábornagyot, a dunai orosz hadtest parancsnokát a szmolenszki csata után a cár 1812. augusztus 20-án az orosz haderő főparancsnokává nevezte ki, e minőségében 1812 decemberére – súlyos hadvezéri mulasztásai ellenére – győzelemre vitte a Napóleon elleni honvédő háborút.
A szerződést oszmán részről aláíró Láz Aziz Ahmed pasa nagyvezírt politikai ellenfelei bevádolták a szultán előtt, aki ennek nyomán 1812. szeptember 5-én inkompetencia (hozzá nem értés) címén leváltotta. Helyére Aziz Ahmed ellenségét és vádlóját, Hursid Ahmed pasát nevezte ki nagyvezírré.
A békekötés az Oszmán Birodalom hátát is biztosította, és módot adott a törököknek, hogy megtorló akciókat indítson a szerbek ellen. 1815-ben újabb szerb felkelés tört ki, melynek élére Miloš Obrenović állt. A felkelés sikeresen kivívta a szerb területek autonóm státusát. Az 1821-ben kitört görög szabadságharc ellen a törökök ismét teljes erejükkel léphettek fel, kegyetlen mészárlásokkal félemlítették meg a felkelőket, akik végül az európai hajóhadak beavatkozása (1827) és a nyolcadik orosz–török háború (1828–29) nyomán tudtak sikert elérni.